# District de Köpenick
Le district de Köpenick est l'une des anciennes subdivision administratives de Berlin créée lors de la constitution du « Grand Berlin » en 1920.

Après la Seconde Guerre mondiale, elle fera partie du secteur d'occupation soviétique de Berlin-Est.
Lors de la réforme de 2001, le district fut intégré à l'arrondissement de Treptow-Köpenick et correspond aux actuels quartiers de :
- 0909 Oberschöneweide
- 0910 Köpenick
- 0911 Friedrichshagen
- 0912 Rahnsdorf
- 0913 Grünau
- 0914 Müggelheim
- 0915 Schmöckwitz